# Janne Damm
Johan "Janne" Damm, född 16 november 1825 i Malmö, död där 18 juli 1892, var en svensk journalist och tidningsredaktör.

## Biografi
Damm var son till övertulluppsyningsmannen vid tullbevakningen i Malmö Johan Petrus Damm. Han blev student vid Lunds universitet 1842, studerade vid universitetet i Berlin 1848 och erhöll en filosofie kandidat 1849 samt en filologie kandidatexamen 1850. 1850 blev han filosofie magister. Damm hade ursprungligen för avsikt att bli professor i historia och utarbetade i syftet att vinna en docentur två avhandlingar, en i heraldik och en i genealogi, vilka uppvisades för Ebbe Samuel Bring, vilken dock ansåg dem för obetydliga för att berättiga till en docentur. Damm var under studieåren informator på det Rosenbladska godset Kadesjö i Kastlösa socken. 
1851 flyttade han till Stockholm där han arbetade som journalist för olika tidningar, bland annat Svenska tidningen. Dagligt Allehanda i Stockholm 1851-1852 (på inrikesavdelningen), där han en tid fungerade som andre redaktör. 1852 företog Damm en utrikes resa och bosatte sig därefter i Skåne. 1853 grundade han tillsammans med några andra i Malmö, Malmö Handels- och Sjöfartstidning som en reaktion emot Snäll-Posten och dens journalistik och spetsigare vedermälen över Damm, vilken upphörde abrupt efter några månader. Därefter startade "Janne" Damm upp Malmö Nya Handels- och Sjöfartstidning i början av juni samma år vilken utgavs t. o. m. december 1854. Tryckeri och expedition låg vid Stora Nygatan / Fabriksgatan i Malmö. Till medarbetare tog han sig Johan Magnus Rosén, vilken i januari 1854 i tidningen införde en artikel som kom att stjälpa Damms karriär. Artikeln avhandlade frågan om Oscar I:s av Rosén antaget nära förestående abdikation. Damm fälldes som ansvarig utgivare till två års fängelse för majestätsbrott. Han benådades redan efter ett halvårs fängelse, men hans rykte som journalist var nu skamfilat. Han försökte slå sig fram i Landskrona där han var redaktör för Korrespondenten 1856-1857 och i Ängelholm där han var startade Engelholms tidning 1857, men tvingades lägga ned den redan 1858. Samtidigt var han medarbetare i Fäderneslandet som dess skånekorrespondent 1857-1863, men gjorde sig illa omtyckt av omgivningen genom sin tendens att kritiklöst föra vidare allt skvaller han hörde. 1859 överflyttade han till Helsingborg där han tog över utgivningen av Helsingborgsposten men lämnade redan året därpå staden och flyttade över till Köpenhamn, varifrån han fortsatte att bidra till Fäderneslandet.
1863 fick han erbjudandet att överta redaktörskapet för Fäderneslandet, som 1863-1865 utgavs under namnet Gamla fäderneslandet, och flyttade till Stockholm. Orsaken var troligen främst ekonomiskt, men redaktörskapet för skandaltidningen innebar samtidigt att Damms rykte i journalistiska kretsar sjönk till botten. Efter att ha lämnat tidningen arbetade han en 1868-1869 för Sverges tidning (senare Nya Sveriges tidning). Han emigrerade 1869 till USA men återvände snart till Europa. en tid vistades han i Hamburg. 1885-1886 var han medarbetare i Skånes Nyheter, 1886 var han redaktör för Granskaren, 1889 för Kaviar (och Ny Kaviar). Han inköpte 1886 ett hemman i Kärrnäs, Pjätteryds socken där han fram till 1890 var mantalsskriven.
1890 begärdes han dock i personlig konkurs och i samband med det dömdes han för bedrägeri mot borgenärer och mened till fem års straffarbete. Damm avled två år senare i Malmö centralfängelse. Han begravdes i en enkel ihopsnickrad kista på Nya Begravningsplatsen i Malmö på den plats som var avsedd för straffångar.
Under sin journalistiska karriär medverkade han i tidningar under en rad olika pseudonymer, bland annat J. van Damme, J. van D-e, Nimbus, Idem, Hampus Jansson, Farbror Janne, Calle Frisk med flera. I sitt icke-journalistiska författarskap ägnade han sig, utöver skönlitteratur och historieskrivning, åt att försöka utarbeta en pasigrafi, ett universellt skrivspråk som alla ovsett språk skulle kunna förstå.